# Step (software)
Step é uma máquina de simulações físicas bidimensionais em software livre que está incluído no KDE Software Compilation 4 como parte do Projeto Educacional do KDE. O software inclui o StepCore, que é uma biblioteca de simulações físicas. As simulações que o programa permite estão relacionadas com aspectos teóricos da Física, principalmente na Mecânica, na Eletrostática, na Termodinâmica e na Dinâmica molecular.

## História
O programa foi desenvolvido por Vladimir Kuznetsov e lançado em Fevereiro de 2007, juntamente ao KDE 4.1.

## Licenciamento
O programa é licenciado sob os termos da Licença Pública Geral GNU, software livre.

## Descrição
O usuário pode variar os corpos e forças disponibilizadas pelo Step:
- Os corpos variam de partículas pequenas a polígonos enormes, e cada corpo possui propriedades únicas que influenciam o resultado da simulação, tais como massa e velocidade e suas derivações, tais como a energia cinética.
- As forças podem ser tanto colocadas diretamente pelo usuário ou produzidas ao se adicionar gravitação, força de Coulomb ou outros efeitos.

O programa também apresenta molas e Dinâmica de corpo macio.
Para utilizar o software, o usuário primeiramente insere corpos na cena e, em seguida, adiciona as forças desejadas como, por exemplo, a gravidade. Ao pressionar o botão Simular, é possível assistir à evolução realista da cena, de acordo com as leis da Física. Também é possível modificar os corpos e as forças - mesmo após o início da simulação, em tempo real - e analisar os impactos sobre o resultado
O Step permite aos usuários adicionar gráficos e medidores e configurá-los para qualquer propriedade de qualquer corpo. Isso permite, por exemplo, criar o gráfico da velocidade ou da aceleração em função do tempo.